# Elecciones generales de las Bahamas de 1962
Las elecciones generales de las Bahamas de 1962 fueron celebradas el 16 de noviembre de ese mismo año y fueron las primeras celebradas bajo sufragio universal.  El Partido Liberal Progresista perdió las elecciones a pesar de haber obtenido la mayor cantidad de votos y el Partido Unido de las Bahamas obtuvo la mayor cantidad de escaños a pesar de quedar en segundo puesto, en gran parte como resultado de la manipulación de las circunscripciones electorales. 

## Resultados
|         |                              |        |       |         |       |    |  |  |  |
| Partido | Partido                      | Votos  | %     | Escaños | +/-   |    |  |  |  |
|         | Partido Liberal Progresista  | 32,261 | 44.00 | 8       | +2    |    |  |  |  |
|         | Partido Unido de las Bahamas | 26,500 | 36.17 | 18      | Nuevo |    |  |  |  |
|         | Partido Laborista            | 3,049  | 4.16  | 1       | Nuevo |    |  |  |  |
|         | Candidatos independientes    | 11516  | 15.71 | 6       | -16   |    |  |  |  |
| Total   | Total                        | 73,326 | 100   | –       | 33    | +4 |  |  |  |